# 3001: Odyseja kosmiczna – finał
3001: Odyseja kosmiczna – finał (tyt. oryg. 3001: The Final Odyssey) – powieść fantastycznonaukowa autorstwa Arthura C. Clarke′a, ostatnia część cyklu Odyseja kosmiczna.

## Fabuła
Akcja toczy się w roku 3001. Głównym bohaterem jest tutaj Frank Poole, astronauta zabity przez HALA 9000 podczas kosmicznego spaceru w filmie 2001: Odyseja kosmiczna. Zostaje on odnaleziony w Pasie Kuipera przez załogę kosmicznego holownika „Goliath” i dzięki technologii przełomu III i IV tysiąclecia przywrócony do życia. Następnie poznaje świat roku 3001, świat, w którym możliwe jest bezpośrednie połączenie ludzkiego mózgu i komputera, ludzkość nauczyła się sterować bezwładnością ciał i wykorzystywać tę wiedzę do błyskawicznych podróży, a nad Ziemią górują cztery kosmiczne windy, w jednej z nich zamieszka Poole. Postanawia on rozwiązać zagadkę monolitów (do których doszedł odkryty w 26 stuleciu monolit „zerowy”, AMT 0, który w filmie 2001: Odyseja kosmiczna umożliwił praludziom rozwój). W tym celu udaje się na księżyc dawnej planety Jowisz, a obecnie małej gwiazdy Lucyfera, Ganimedesa. Stamtąd wyrusza na Europę, gdzie kontaktuje się z Halmanem, istotą złożoną z dawnych towarzyszy ze statku Discovery Davida Bowmana i HALA 9000. Dowiaduje się od nich, że monolit jest tak naprawdę jednym wielkim komputerem zaprogramowanym przez wysoko rozwiniętą cywilizację w celu pełnienia pieczy nad rozwojem pośledniejszych cywilizacji. Okazuje się jednak, że monolit dostaje polecenie zniszczenia cywilizacji ludzkiej, jako zbyt agresywnej i niebezpiecznej, jaką okazała się tysiąc lat wcześniej w Odysei kosmicznej 2001 i 2010. Aby temu zapobiec, Poole przy pomocy Halmana próbuje zainfekować monolit na Europie komputerowym wirusem. Próba okazuje się udana, gdy monolity zaczynają się mnożyć, by zasłonić ludzkości światło Słońca i w ten sposób skazać ją na zagładę, wszystkie w jednym momencie znikają. Osobowość Halmana zostaje zachowana na specjalnej petabajtowej kostce, niestety kostka zostaje również zainfekowana i trafia do „Lochu”, specjalnego magazynu na Księżycu, w którym są przechowywane najbardziej niebezpieczne wytwory ludzkości.